# PK (mitragliatrice)
La PK (abbreviazione di Пулемёт Калашникова: Pulemyot Kalashnikova, in italiano "Mitragliatrice di Kalashnikov") è una mitragliatrice ad uso generalizzato progettata in Unione Sovietica e nelle sue diverse varianti è ancora in produzione in Russia, dove rimane la mitragliatrice standard delle forze armate.

## Sviluppo
Negli anni 50, la coppia di sviluppatori d'armi Grigory Nikitin e Yuri Sokolov entrarono in competizione con Michail Kalašnikov per creare e fornire all'Armata rossa una nuova mitragliatrice leggera standard. Dopo dei test comparativi svolti nel 1960, tra i due progetti fu scelto quello di Kalašnikov, più economico e dotato di una maggiore affidabilità. La nuova arma automatica entrò in servizio nel 1961.
Caratterizzata dal fatto di venire alimentata da destra e di espellere i bossoli da sinistra, al contrario di quanto succede nella maggior parte delle armi analoghe, la PK spara munizioni 7,62 × 54 mm R, dello stesso calibro di quelle usate dal celebre SVD Dragunov e del Mosin nagant. Nel 1969 fu introdotta la PKM (abbreviazione di Пулемет Калашникова Модернизированный, Mitragliatrice Kalašnikov Modernizzata), tuttora in produzione in Russia.
Fabbricata in grandi quantità da Unione sovietica (poi Russia), Jugoslavia (su licenza come Zastava M84) e Cina (Type 80, solo per esportazione), la mitragliatrice creata da Kalašnikov fa parte di decine di eserciti in tutto il mondo e ha partecipato a numerose guerre.

## Varianti
La PK e la PKM sono state sviluppate in diverse versioni:
- PK: è l'arma di base fornita di canna pesante scanalata; le componenti del meccanismo di alimentazione sono in acciaio stampato e successivamente lavorato alla macchina utensile; il calciolo è una semplice piastra priva di appoggio per le spalle; il peso è di 8,9 kg.
- PKS: si tratta della stessa arma montata, però, su treppiede; può essere utilizzata anche per l'uso contraereo. Il peso è di 7,4 kg.
- PKT: arma da installazione fissa coassiale per l'impiego su veicoli blindati. È priva di congegni di mira, calcio, bipiede, impugnatura a pistola e grilletto. È fornita di una canna non scanalata più lunga e pesante e all'estremità posteriore del castello è applicato un telecomando dello scatto azionato da solenoide. L'arma è anche provvista di un grilletto manuale e da una sicura d'emergenza.
- PKM: si tratta della versione aggiornata e migliorata; il coperchio dell'alimentazione è realizzato interamente in lamiera stampata. Al calcio è stato aggiunto un appoggio pieghevole per la spalla. Il peso è stato ridotto di circa 600g.
- PKMS: la versione montata su treppiede della PKM.
- PKB: la versione montata su treppiede della PKM, privata però del calcio e dell'impugnatura a pistola, che vengono sostituiti da un'impugnatura posteriore provvista di un grilletto a farfalla. La PKB è molto simile alla SGMB e viene installata su veicoli blindati per il trasporto truppe come i BRDM-2, i BTR-50 e i BTR-60.
- PKP Pecheneg: versione modificata della PKM per impieghi tattici e di supporto.

## Tipo 80
È la copia cinese della PK in 7,62x54mm, con la differenza che l'affusto a tripode può essere allungato per consentire il tiro antiaereo e altre modifiche minori. La qualità complessiva è inferiore all'originale.